# Everard des Barres
Everard des Barres (također Eberhard von Barres (Meaux, Champagne, oko 1113. – Clairvaux, 12. studenog 1174.), francuski vitez i treći veliki meštar vitezova templara (1149. – 1151.).
Pristupio je templarima u ranoj dobi i već je 1143. godine bio preceptor Francuske. Na Uskrs 1147. godine postao je članom Velikog vijeća Reda, koje je odlučilo pridružiti se vojsci francuskog kralja Luja VII. (1137. – 1180.) nakon poziva na Drugi križarski rat (1147. – 1149.). Tijekom vojne kampanje, templari su pokazali izuzetnu hrabrost marširajući s francuskom vojskom kroz Anatoliju gdje su spasili kralja Luja VII. iz seldžučke zasjede u koju je upao u klancima Pizidije, blizu planine Kadmo. Nakon pobjede u bitci, kralj Luj VII. predao je zapovjedništvo nad vojskom Everardu des Barresu.
U proljeće 1148. godine kralj Luj VII. stigao je s ostacima vojske u Antiohiju i jer nije imao novćanih sredstava, zatražio je pozajmicu od Everarda i templara, što je bio početak templarskog bankarskog posla uz pomoću kojeg su kasnije stekli znatna financijska i imovinska sredstva i postali najmoćnija i najbogatija organizacija srednjeg vijeka.
U srpnju 1148. godine, kralj Balduin III. (1143. – 1162.) okupio je u Jeruzalemu kralja Luja VII., Konrada III. (1138. – 1152.), templare i ivanovce u svrhu pokretanja opsade Damaska koja je završila neuspjehom.
Poslije smrti velikog meštra Huga de Payensa u sječnju 1149. godine, novim je velikim meštrom postao Everard de Barres. Iste godine, slijedio je kralja Luja VII. na povratku u Francusku, da bi u svibnju 1150., po prvi put, presjedao Velikim vijećem Reda u Parizu. Senešal Andre de Montbard poslao mu je nekoliko pisma u kojima je tražio njegov povratak u Svetu zemlju i molio ga da im pošalje vojna pojačanja i novac. Međutim, Everard nije odgovorio na ta pisma, jer je odlučio odustati od dužnosti velikog meštra templarskog reda. Umjesto povratka u Palestinu, pristupio je cistercitima u travnju 1151. godine i postao običan redovnik u samostanu u Clairvauxu, gdje je proveo ostatak života.
Naslijedio ga je Bernard de Tremelay na dužnosti velikog meštra.